# 阿布 (1967年)
阿布（1967年3月—），西藏拉萨人，回族，中华人民共和国政治人物。原中国共产党昌都市委员会书记。中国共产党19大代表。

## 生平
1967年3月，阿布出生在西藏自治区拉萨市。1986年5月，阿布考入西藏农牧学院农学系农学专业，1989年大学毕业后分配至拉萨市农牧局农科所出任一名干部，1997年2月升任局长。1999年4月，阿布调任西藏自治区墨竹工卡县副县长。2002年8月，阿布调任中国共产党尼木县委员会副书记，10月兼任县长。2004年3月，阿布调回拉萨市，出任拉萨市建设局党组副书记，6月兼任局长。2009年1月，阿布升任拉萨市副市长。2012年1月，阿布调任中国共产党昌都地区委员会副书记、行署常务副专员，次年6月升任常务副书记、行署常务副专员。2014年12月，阿布出任昌都市首任市长。2017年4月，阿布升任中国共产党昌都市委员会书记。2020年12月，阿布出任中国共产党西藏自治区委员会政法委员会委员、西藏自治区司法厅党委书记、西藏自治区监狱管理局第一政委。

### 落马
2021年5月18日，阿布因涉嫌严重违纪违法，接受西藏自治区纪委监委纪律审查和监察调查。2021年8月，副市长赵明也落马。